# Сенадор-Руй-Палмейра
Сенадор-Руй-Палмейра (порт. Senador Rui Palmeira) — муниципалитет в Бразилии, входит в штат Алагоас. Составная часть мезорегиона Сертан штата Алагоас. Входит в экономико-статистический микрорегион Сантана-ду-Ипанема. Население составляет 13 015 человек (2008 год).